# Barbecue Bob
Barbecue Bob, pseudonimo di Robert Hicks (Walnut Grove, 11 settembre 1902 – Lithonia, 21 ottobre 1931), è stato un cantante e chitarrista statunitense di genere blues.

## Biografia
Iniziò suonando la chitarra 6 corde, ma quando si trasferì ad Atlanta (intorno al 1924) suonò anche con la chitarra 12 corde.
Diventò uno dei maggiori esponenti dell'Atlanta Blues. Durante la sua breve carriera (morì a 29 anni) registrò circa settanta dischi a 78 giri. Morì a causa di una polmonite a Lithonia, Georgia.
Anche il fratello Charles suonava blues, e registrò sotto lo pseudonimo "Laughing" Charley Lincoln.